# Gålsjöns naturreservat
Gålsjöns naturreservat var ett naturreservat på den del av Kroppefjäll som ligger i Färgelanda kommun, vid Gålsjön, en vik av Ragnerudsjön. Området ingår i EU:s ekologiska nätverk av skyddade områden, Natura 2000 och förvaltas av Västkuststiftelsen.
Lerskiffern i berggrunden är kalk- och näringsrik och utgör en viktig förutsättning för den rika floran vid Gålsjön. Här växer bland annat lundelm, backskafting, nattviol, backvicker, tandrot, lunglav och blylav.
År 2010 gick Gålsjöns naturreservat upp i det nybildade naturreservatet Ragnerudsjöns branter.